# Phiên tử quyền
Phiên tử quyền (chữ Hán: 翻子拳, đọc bính âm: Fānziquán, dịch nghĩa tiếng Anh Tumbling Fist) là một bộ môn quyền thuật miền Bắc Trung Hoa chú trọng kỹ pháp tấn công và phòng thủ chỉ bằng các chiêu thức thủ pháp (đòn tay) và có nguồn gốc từ Ưng Trảo Quyền của Bắc Thiếu Lâm.
Trong Phiên tử quyền còn có một lưu phái thuộc nhánh khác tên gọi Bát Thiểm Phiên (chữ Hán: 八閃翻, đọc bính âm: Bāshǎnfān, dịch nghĩa tiếng Anh 8 Flash Tumbles hay 8 Evasive Tumbles) cũng đều có chung một gốc từ Thiếu Lâm mà ra.